# Ash Ra Tempel
Ash Ra Tempel en later Ashra was een van de bekendste Duitse krautrock bands in de jaren 70 en 80. De groep werd geleid door gitarist Manuel Göttsching en ook voormalig Tangerine Dream drummer Klaus Schulze maakte verscheidene keren deel uit van de groep.
De groep werd oorspronkelijk opgericht door Manuel Göttsching en bracht zijn eerste album Ash Ra Tempel uit in juni 1971. Hun muziek wordt algemeen bestempeld als vreemd en psychedelisch. De eerste platen hadden elk één nummer per kant, het ene eerder krachtig en dramatisch, het ander meer atmosferisch van aard. Ash Ra Tempels eerst uitgave is een klassieker in het space/kosmische genre, maar Schwingungen (1972) en Join Inn (1973) worden gezien als de essentiële werken van de groep.
Later, na het opnemen van de soundtrack Le Berceau de Cristal (1975, maar niet uitgegeven tot de jaren 90), veranderde de groep zijn naam naar Ashra. De band maakte toen meer melodische muziek, gebaseerde op de synthesizer. Ondertussen verschenen ook verscheidene soloalbums van Manuel Göttsching.

## Discografie

### Ash Ra Tempel/Ashra/Manuel Göttsching
- (1971) Ash Ra Tempel (als Ash Ra Tempel)
- (1972) Schwingungen (als Ash Ra Tempel)
- (1973) Seven Up (als Ash Ra Tempel)
- (1973) Join Inn (als Ash Ra Tempel)
- (1973) Starring Rosi (als Ash Ra Tempel)
- (1975) Inventions For Electric Guitar (als Manuel Göttsching)
- (1976) New Age Of Earth (als Ashra)
- (1977) Blackouts (als Ashra)
- (1979) Correlations (als Ashra)
- (1980) Belle Alliance (als Ashra)
- (1984) E2-E4 (als Manuel Göttsching)
- (1989) Walkin' The Desert (als Ashra)
- (1991) Dream & Desire (als Manuel Göttsching, opgenomen in 1977)
- (1991) Tropical Heat (als Ashra, opgenomen in 1985/1986)
- (1993) Le Berceau de Cristal (als Ash Ra Tempel, opgenomen in 1975)
- (1998) Sauce Hollandaise (als Ashra)
- (1998) @shra (als Ashra)
- (2000) Friendship (als Ash Ra Tempel)
- (2000) Gin Rosé at the Royal Festival Hall (als Ash Ra Tempel)
- (2002) @shra Vol. 2 (als Ashra)
- (2002) The Making Of (3 cd's, als Ashra)

### The Private Tapes
- (1996) The Private Tapes Vol. 1 (opgenomen 1970-1979)
- (1996) The Private Tapes Vol. 2 (opgenomen 1970-1979)
- (1996) The Private Tapes Vol. 3 (opgenomen 1971-1975)
- (1996) The Private Tapes Vol. 4 (opgenomen 1973-1979)
- (1996) The Private Tapes Vol. 5 (opgenomen 1973-1989)
- (1996) The Private Tapes Vol. 6 (opgenomen 1971-1979)

### Afzonderlijke nummers
- (1972) Gedanken (op elpee, als Ash Ra Tempel)
- (1986) Aquamarine (op muziekcassette, als Ashra)
- (1996) Der vierte Kuss (als Ash Ra Tempel)

### Samenwerkingen met andere artiesten
- (1973) Tarot (met Walter Wegmüller)
- (1974) The Cosmic Jokers (met The Cosmic Jokers)
- (1974) Planeten Sit In (met The Cosmic Jokers)
- (1974) Galactic Supermarket (met The Cosmic Jokers)
- (1974) Sci Fi Party (met The Cosmic Jokers)
- (1974) Gilles Zeitschiff (met The Cosmic Jokers)
- (1981) Tonwelle (met Richard Wahnfried)
- (1983) Zwischenmischung (met Klaus Krüger, op elpee)
- (1989) The Breathtaking Blue (met Alphaville)
- (1995) Early Water (met Michael Hoenig, opgenomen 1976)
- (1995) Historic Edition (met Klaus Schulze, opgenomen 1981, cd set)
- (1995) In Blue (met Klaus Schulze)
- (1997) Jubilee Edition (met Klaus Schulze, opgenomen 1981, cd set)
- (1997) Tokyo Tower/Clone (12" maxi single, with Terranova)
- (2001) R U Shakadelic? (met Santos)

### Aanvullende opnames
- (1989) Sueño Latino (met Sueño Latino)
- (1979) Mickie D's Unicorn (met Mickie D's Unicorn)
- (1980) Geile Tiere/Chinatown (vinyl single, met Geile Tiere)
- (1981) Die Dominas (10" vinyl maxi single, met Die Dominas)
- (1985) Ordal (elpee met SF)
- (1992) Unzucht mit den Sternen (met SF)

### De compilaties
- (1996) Sunrain (opgenomen 1976-1980)
- (1998) The Best of The Private Tapes (2 cd's, opgenomen 1972-1979)

### De video's
- (2001) Live At The Open Air Festival Herzberg 1997
- (2001) Die Mulde